# Jennifer Simpson
Jennifer Mae (Jenny) Simpson, geboren als Jennifer Barringer (Webster City, 23 augustus 1986) is een atlete uit de Verenigde Staten. Ze is gespecialiseerd in de middellange afstand en de 3000 m steeple. Ze heeft driemaal deelgenomen aan de Olympische Spelen en won hierbij in totaal een medaille. In 2011 werd ze wereldkampioene op de 1500 m. Verder was ze van 2008 tot 2014 Noord- en Midden-Amerikaans recordhoudster op de 3000 m steeple.

## Biografie

### Middelbare school
De in Iowa geboren Jennifer Barringer bracht haar middelbareschooltijd door in Oviedo (Florida). In die periode verbeterde ze op de mijl, de 2 mijl, de 3 mijl en de 5000 m de juniorenrecords van de staat Florida. Daarnaast werd zij acht keer kampioene van Florida, waarvan vijf keer op baanonderdelen en drie keer bij het veldlopen. Bij de nationale kampioenschappen in 2005 wist ze bij de junioren derde te worden. Ook werd ze uitgezonden naar de wereldkampioenschappen veldlopen van 2004 en 2005. Ze eindigde daar respectievelijk op een 35e en een 47e positie.

### Colorado Buffaloes
In 2005 begon Barringer aan haar studie bij de Universiteit van Colorado te Boulder (UCB). Tijdens haar universiteitsperiode kwam ze uit voor het team van UCB, de Colorado Buffaloes genaamd. Tijdens het winterseizoen liet ze een steek vallen bij de NCAA-kampioenschappen veldlopen, waar ze slechts als 43e eindigde. Dit maakte ze goed tijdens de NCAA-kampioenschappen van het baanseizoen het jaar erna. Ze kwam voor het eerst onder de tien minuten bij de 3000 m steeple en won het kampioenschap. In 2007 schakelde Barringer haar crossseizoen, indoorseizoen en baanseizoen aaneen. In alle drie de seizoenen wist ze bovenaan de nationale universiteitstoernooien te eindigen en wist ze ook bij de senioren door te breken. Ze won de 3000 m steeple bij de Amerikaanse indoorkampioenschappen en ze haalde op hetzelfde onderdeel de olympische limiet, waardoor ze mee mocht doen aan de Amerikaanse selectiewedstrijden het jaar erna en de wereldkampioenschappen van Seoel nog datzelfde jaar. Bij de laatste werd ze uiteindelijk 22e.

### Olympische Spelen van Peking
In 2008 focuste Jennifer Barringer zich net als het voorgaande jaar op de 3000 m steeple. Ze sloeg het indoorseizoen van 2007-2008 over, wat terug te zien was in haar prestaties van dat jaar. Bij de NCAA-kampioenschappen, die ze ruimschoots won, eindigde ze in een tijd van 9.29,20, slechts 0,45 s boven het nationale record. Later dat seizoen, tijdens de Nacht van de Atletiek in Heusden-Zolder, verbeterde ze dat record tot 9.22,73. Ook wist ze zich bij de Amerikaanse selectiewedstrijden te plaatsen voor de Olympische Spelen van Peking, door derde te worden. In Peking plaatste ze zich als derde in de serie voor de finale, waar ze het nationale en continentale record verbrak tot 9.22,26. Met deze tijd eindigde ze als negende.

### Laatste collegejaar
Het laatste jaar bij de Colorado Buffaloes was qua tijden tot dusver het meest succesvolle jaar voor Jennifer Barringer. Tijdens de Prefontaine Classic in 2009 eindigde ze op de 1500 m in een tijd van 3.59,90. Daarmee was ze derde Amerikaanse atlete die onder de vier minuten dook. Tijdens de NCAA-kampioenschappen liep ze op de 3000 m steeple de snelste tijd ooit gelopen op Amerikaans grondgebied. Bij de Amerikaanse kampioenschappen liep Barringer gemakkelijk naar een eerste plek en kwalificeerde zich daarmee voor de WK in Berlijn. Daar verbeterde ze haar continentale record tot 9.12,50, wat goed was voor een vijfde plek. Tijdens de NCAA-crosskampioenschappen viel ze halverwege de race uit en kon niet meer herstellen. Ze eindigde ten slotte als 163e. Ze kreeg uiteindelijk dat jaar wel de 'Bowerman Award' voor beste student-atleet in Amerika.

### Professioneel atlete
In 2010 besloot Jennifer Barringer zich alleen op hardlopen te richten en zich te laten sponsoren door de sportschoenfabrikant New Balance. Ook wisselde ze dat jaar van trainer. Haar coach Mark Wetmore, van de Universiteit van Colorado te Boulder, verruilde ze in voor Juli Benson. Ze miste het grootste deel van het seizoen door een blessure aan haar rechterdijbeen. In oktober van dat jaar trad zij in het huwelijk, om voortaan als Jennifer Simpson door het leven te gaan.
In 2011 kwam ze weer terug van haar blessure: bij de Amerikaanse indoorkampioenschappen haalde ze een dubbelslag door zowel de Engelse mijl als de 3000 m te winnen. Ze besloot zich niet meer op de 3000 m steeple te richten, maar op de 1500 m. Bij de Amerikaanse kampioenschappen deed ze mee op het onderdeel. Ze verloor van Morgan Uceny, maar plaatste zich wel voor de WK in Daegu. In een tot het eind geconcentreerd veld sprintte ze uiteindelijk in de finale de Britse Hannah England eruit en werd wereldkampioene.

### Teleurstelling in Londen
Jennifer Simpson sloeg tijdens het indoorseizoen van 2012 net als in 2011 een dubbelslag bij de Amerikaanse indoorkampioenschappen. Ze won ditmaal de 3000 en de 1500 m. Outdoor kon ze bij de Amerikaanse kampioenschappen, die dienden als kwalificatietoernooi voor de Olympische Spelen, niet winnen. Ze eindigde op de 1500 m als derde, wat wel goed genoeg was voor een kwalificatie voor die afstand. Op de Olympische Spelen van 2012 in Londen nam ze deel aan de 1500 m. In de series kwalificeerde de Amerikaanse zich ternauwernood voor de halve finales, door een sterke eindsprint. In de halve finale strandde Simpson als laatste in haar serie met een tijd van 4.06,89. Achteraf zei ze dat er geen excuus was voor dit optreden en dat ze al te veel bezig was met de finale.

### Tweede mondiale medaille
Simpson had een succesvol naolympisch seizoen. Ze won de Herculis meeting, onderdeel van de Diamond League, in een tijd van 4.00,48. Ook veroverde ze de Amerikaanse titel op de 5000 m. Ze kon zich veroorloven om niet op de 1500 m, de afstand waarop ze zou meedoen op de WK van Moskou, mee te doen bij deze nationale kampioenschappen, die dienden als kwalificatietoernooi voor de WK. Dit doordat ze als titelhoudster door middel van een wildcard al automatisch gekwalificeerd was voor de wereldkampioenschappen. Simpson deed het goed bij dit toernooi. Ze eindigde in de finale als tweede achter Abeba Aregawi in 4.02,99. Later verbeterde zij bij de Weltklasse Zürich haar persoonlijke record op de 5000 m tot 14.56,26.
Simpson verbeterde in 2014 haar persoonlijke record op de 1500 m tot 3.57,22. Ook veroverde ze dat jaar voor het eerst de Amerikaanse outdoortitel op de 1500 m. En in de prestigieuze Diamond League-serie won zij de 1500 m in twee meetings, werd tweemaal tweede en eenmaal derde, waardoor zij overall-winnares werd en eigenares van de vier-karaats diamant ter waarde van ongeveer $80.000. 
Op de Olympische Spelen van 2016 in Rio de Janeiro won ze een bronzen medaille op de 1500 m. Met een tijd van 4.10,53 finishte ze achter Faith Chepngetich Kipyegon (goud; 4.08,92) en Genzebe Dibaba (zilver; 4.10,27).

### Privéleven
Jennifer Simpson is afgestudeerd in politicologie en economie aan de Universiteit van Colorado te Boulder in 2009. Daarnaast is ze een tolk voor gebarentaal. In 2010 is ze getrouwd met Jason Simpson, die ook een vrij verdienstelijke hardloper is.

## Titels
- Wereldkampioene 1500 m - 2011
- Amerikaans kampioene 1500 m - 2014, 2015, 2016, 2017
- Amerikaans kampioene 5000 m - 2013
- Amerikaans kampioene 3000 m steeple - 2007, 2009
- Amerikaans indoorkampioene 1500 m - 2012
- Amerikaans indoorkampioene 1 Eng. mijl - 2011
- Amerikaans indoorkampioene 3000 m - 2011, 2012
- NCAA-kampioene 3000 m steeple - 2006, 2008, 2009
- NCAA-indoorkampioene 3000 m - 2009

## Persoonlijke records
Outdoor
| Onderdeel      | Prestatie       | Datum            | Plaats      |
| -------------- | --------------- | ---------------- | ----------- |
| 800 m          | 2.00,45         | 17 mei 2013      | Los Angeles |
| 1500 m         | 3.57,22         | 5 juli 2014      | Saint-Denis |
| 1 Eng. mijl    | 4.17,30         | 22 juli 2018     | Londen      |
| 3000 m         | 8.29,58         | 5 september 2014 | Brussel     |
| 2 Eng. mijl    | 9.16,78         | 27 april 2018    | Des Moines  |
| 5000 m         | 14.56,26        | 29 augustus 2013 | Zürich      |
| 3000 m steeple | 9.12,50 (ex-AR) | 17 augustus 2009 | Berlijn     |

Indoor
| Onderdeel   | Prestatie | Datum            | Plaats          |
| ----------- | --------- | ---------------- | --------------- |
| 1500 m      | 4.07,27   | 11 februari 2012 | New York        |
| 1 Eng. mijl | 4.25,91   | 28 februari 2009 | College Station |
| 3000 m      | 8.40,31   | 10 februari 2018 | Boston          |
| 2 Eng. mijl | 9.18,35   | 7 februari 2015  | Boston          |
| 5000 m      | 14.58,31  | 14 februari 2020 | Boston          |

## Prestatieontwikkeling
| Jaar | 1500 m  | 3000 m steeple | 5000 m   |
| ---- | ------- | -------------- | -------- |
| 2006 | 4.32,17 | 9.53,04        | 16.15,23 |
| 2007 | 4.21,53 | 9.33,95        | 15.48,24 |
| 2008 | 4.11,36 | 9.22,26        |          |
| 2009 | 3.59,90 | 9.12,50        | 15.05,25 |
| 2010 | 4.03,63 |                | 15.33,33 |
| 2011 | 4.03,54 |                | 15.11,49 |
| 2012 | 4.04,07 |                |          |
| 2013 | 4.00,48 |                | 14.56,26 |
| 2014 | 3.57,22 |                |          |
| 2015 | 3.57,30 |                |          |
| 2016 | 3.58,19 |                |          |
| 2017 | 4.00,70 |                |          |
| 2018 | 3.59,37 |                |          |
| 2019 | 3.58,42 |                | 15.21,12 |

## Palmares

### 1500 m
Kampioenschappen
- 2011:  Amerikaanse kamp. - 4.05,66
- 2011:  WK - 4.05,40
- 2012:  Amerikaanse indoorkamp. - 4.15,04
- 2012:  Amerikaanse Olympische Trials - 4.05,17
- 2012: 22e OS - 4.06,89
- 2013:  WK - 4.02,99
- 2014:  Amerikaanse kamp. - 4.04,96
- 2015:  Amerikaanse kamp. - 4.14,86
- 2016:  Amerikaanse kamp. - 4.14,74
- 2016:  OS - 4.10,53
- 2017:  Amerikaanse kamp. - 4.06,33
- 2017:  WK - 4.02,76
- 2019: 8e WK - 3.58,42

Diamond League-podiumplekken
- 2012:  Prefontaine Classic – 4.06,10
- 2012:  London Grand Prix – 4.07,76
- 2013:  Golden Gala – 4.02,30
- 2013:  Herculis – 4.00,48
- 2014:  Shanghai Golden Grand Prix – 4.00,42
- 2014:  Adidas Grand Prix – 4.02,54
- 2014:  Meeting Areva – 3.57,22
- 2014:  DN Galan - 4.00,38
- 2014:  Weltklasse Zürich - 3.59,92
- 2014:   Diamond League - 17 p
- 2015:  Prefontaine Classic - 4.00,98
- 2015:  Golden Gala - 3.59,31

### 1 Eng. mijl
- 2011:  Amerikaanse indoorkamp. - 4.34,96

### 3000 m
- 2009:  NCAA-indoorkamp. - 8.42,03
- 2011:  Amerikaanse indoorkamp. - 9.02,20
- 2012:  Amerikaanse indoorkamp. - 9.19,15

### 5000 m
- 2010:  Amerikaanse kamp. - 15.33,33
- 2013:  Amerikaanse kamp. - 15.33,77

### 3000 m steeple
- 2006:  NCAA-kamp. - 9.53,04
- 2007:  Amerikaanse kamp. - 9.34,64
- 2007: 22e WK - 9.51,04
- 2008:  NCAA-kamp. - 9.29,20
- 2008:  Amerikaanse Olympische Trials - 9.33,11
- 2008: 9e OS - 9.22,26
- 2009:  NCAA-kamp. - 9.25,54
- 2009:  Amerikaanse kamp. - 9.29,38
- 2009: 4e WK - 9.12,50 (na DQ Domínguez)

### overig
- 2011:  Fifth Avenue Mile (New York) - 4.22,3
- 2013:  Fifth Avenue Mile - 4.19,3
- 2014:  Fifth Avenue Mile - 4.19,4
- 2015:  Fifth Avenue Mile - 4.29,0
- 2016:  Fifth Avenue Mile - 4.18,3
- 2017:  Fifth Avenue Mile - 4.16,6
- 2018:  Fifth Avenue Mile - 4.18,8
- 2019:  Fifth Avenue Mile - 4.16,1

### veldlopen
- 2004: 35e WK voor junioren - 23.03
- 2005: 47e WK voor junioren - 22.19
- 2006:  NCAA-kamp.

## Onderscheidingen
- Bowerman Award - 2009

1983 Mary Decker ·
1987 Tatjana Samolenko ·
1991 Hassiba  Boulmerka ·
1993 Liu Dong ·
1995 Hassiba  Boulmerka ·
1997 Carla Sacramento ·
1999 Svetlana Masterkova ·
2001 Gabriela Szabó ·
2003 Tatjana Tomasjova ·
2005 Tatjana Tomasjova ·
2007 Maryam Jamal ·
2009 Maryam Jamal ·
2011 Jennifer Simpson ·
2013 Abeba Aregawi ·
2015 Genzebe Dibaba ·
2017 Faith Chepngetich Kipyegon ·
2019 Sifan Hassan ·
2022 Faith Chepngetich Kipyegon ·
2023 Faith Chepngetich Kipyegon